# Herb Świdnicy
Herb Świdnicy – jeden z symboli miasta Świdnica w postaci herbu.

## Wygląd i symbolika
Herb miasta jest czteropolowy. Na tarczy czwórdzielnej w krzyż w polach 1. i 4. barwy czarnej złota korona, w polu 2. barwy srebrnej gryf czerwony, w polu 3. barwy srebrnej czarny dzik.
Gryf znajdujący się na tarczy herbowej w srebrnym polu symbolizuje dzielność rycerską. Dzik jest znakiem odwagi i męskości, natomiast korona jest symbolem władzy i zwycięstwa.

## Historia
Herb ten, który był najdłużej używany w historii miasta nawiązuje do starego herbu księstwa świdnickiego. Został on nadany miastu Świdnica w 1452 roku przez króla czeskiego Władysława Pogrobowca. Równocześnie w 1452 r. rada miejska nakazała wykonać pieczęć z nowym herbem, która miała być stosowana na wszystkich ważnych dokumentach miejskich. W roku 1501 pieczęć uległa modyfikacji. Pieczęć odtwarzała herb w strukturze heraldycznej tzn. tarcza w krzyż prosty dzielona na cztery pola z wyobrażeniami dawnych motywów: gryfa w polu II, dzika w polu III oraz królewskiej korony w dwóch pozostałych polach. Taki herb, obowiązywał do 1966 roku kiedy to Miejska Rada Narodowa w Świdnicy wprowadziła nowy herb miasta. Złamał on tradycję historyczną herbu, gdyż przedstawiał jedynie czerwonego gryfa umieszczonego na polu srebrnym lub białym. Herb w tej postaci używany był do 1999 r. W tym roku uchwałą Rady Miasta powrócono do pierwotnego, historycznego herbu miasta.

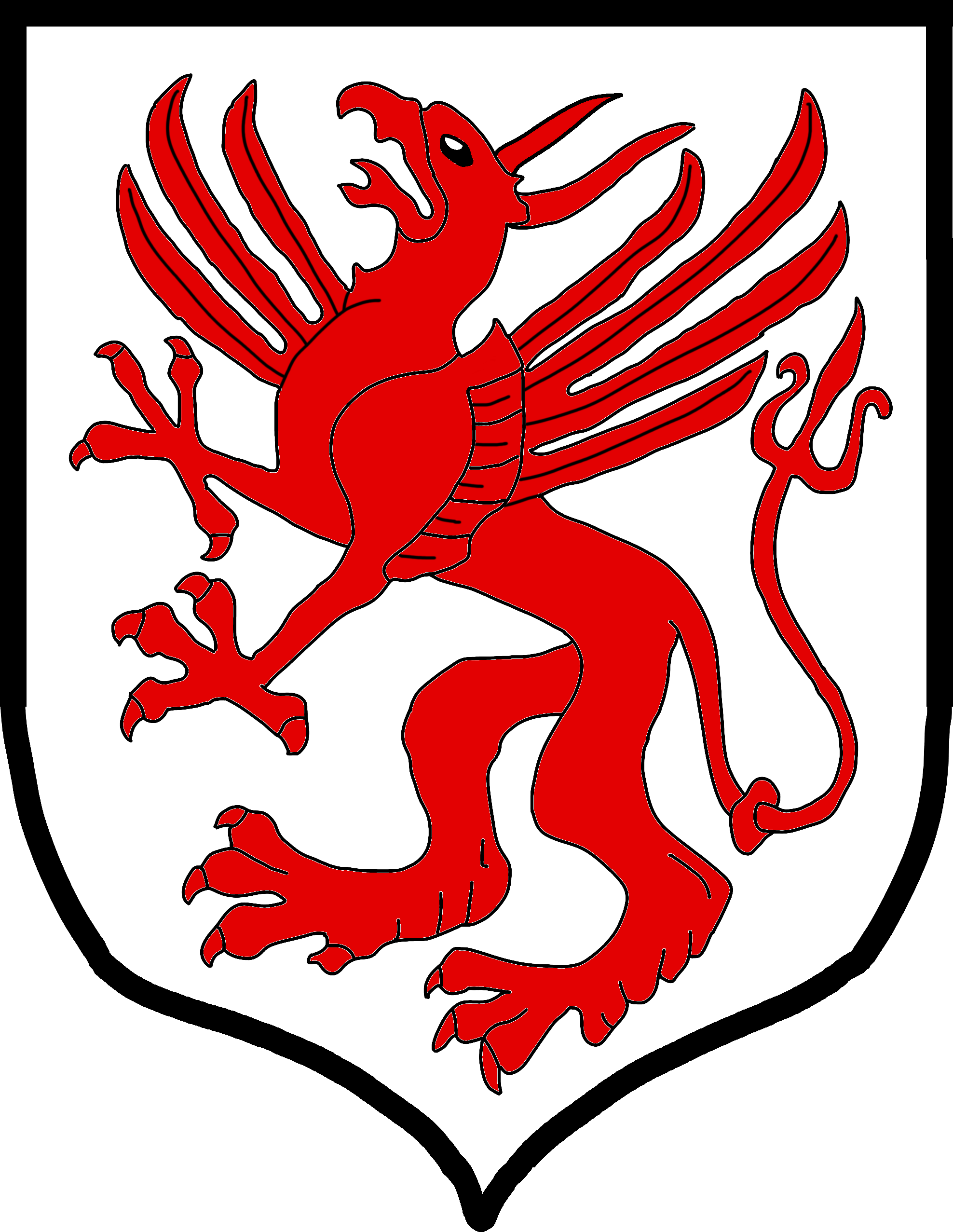
Herb Świdnicy w latach 1966-1999.
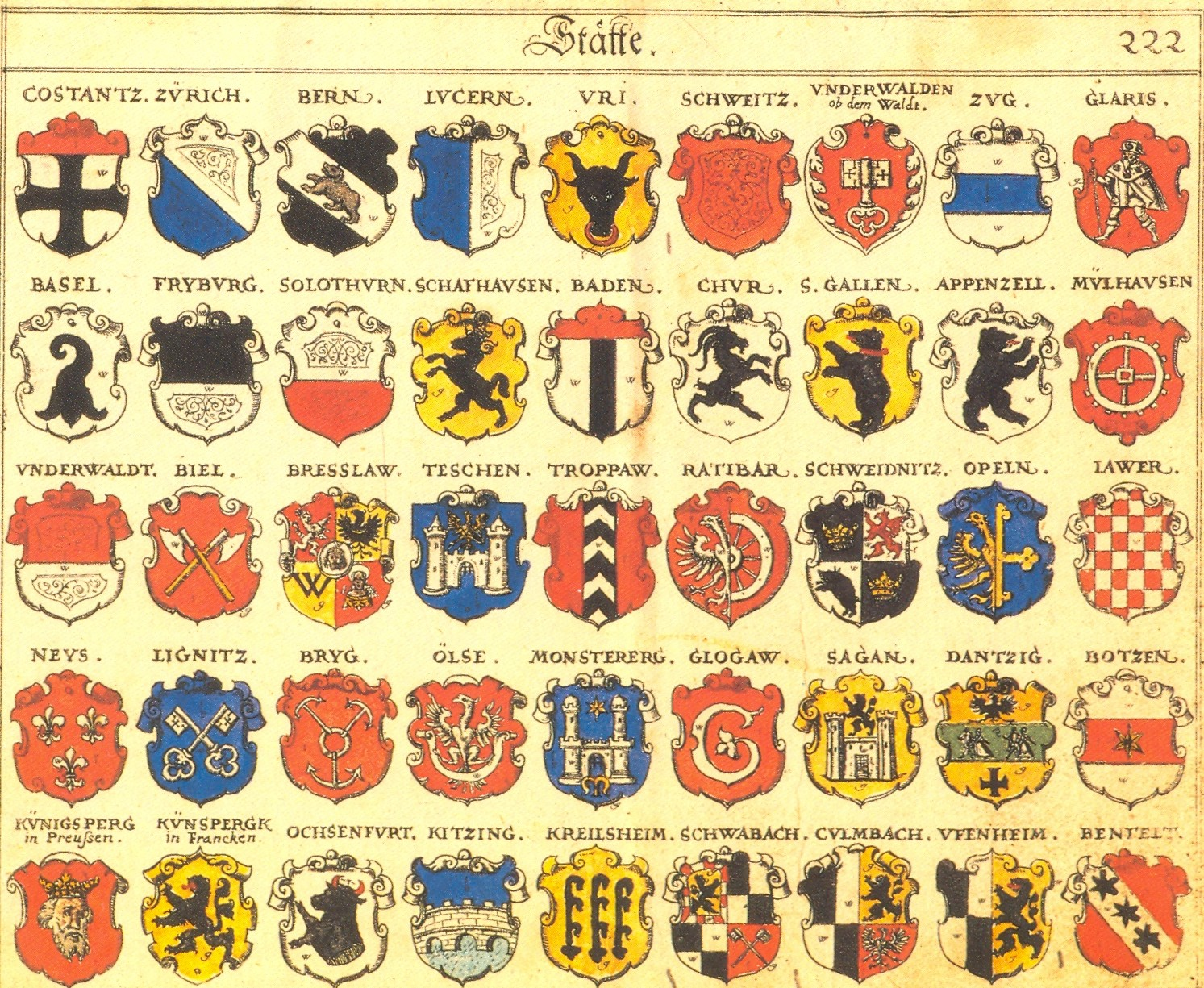
Herb Świdnicy w herbarzu Johanna Siebmachera (siódmy z lewej w trzecim rzędzie).
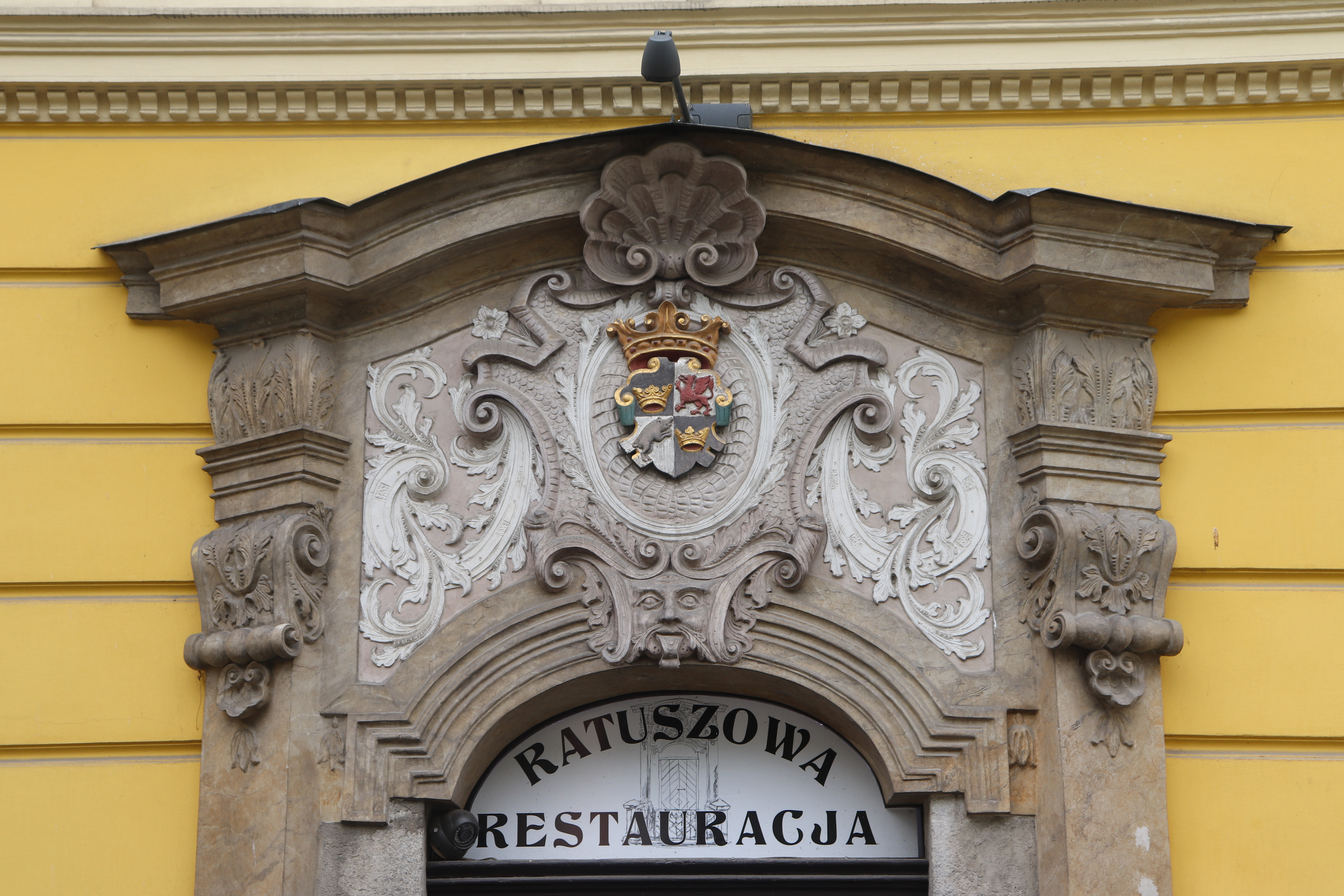
Herb Świdnicy na portalu kamienicy na Rynku 37.